# João Cabral do Nascimento
João Cabral do Nascimento nasceu (Rua do Carmo, Funchal, 22 de março de 1897 - Campo Grande, Lisboa, 2 de março de 1978) foi escritor, professor e colaborador de revistas como Cadernos de Poesia, Litoral, Távola Redonda, Tempo Presente, entre outras. Segundo David Mourão-Ferreira, "ninguém representava, como Cabral do Nascimento, o lirismo na sua forma mais pura, decantada, mais liberta de todos os compromissos e de todos os hibrismos" .